# Realitatea TV
Realitatea TVはルーマニアのRealitatea Media傘下に置くルーマニアのテレビチャンネル。2001年11月7日開局。2019年10月30日に閉局され、Realitatea Plusに生まれ変わることになった。